# Пунакарі (підрозділ окружного секретаріату)
Підрозділ окружного секретаріату Пунакарі — підрозділ окружного секретаріату округу Кіліноччі, Північна провінція, Шрі-Ланка. Складається з 19 Грама Ніладхарі.